# Polsk-sovjetiska kriget 1919–1921
Polsk-sovjetiska kriget (februari 1919–mars 1921) var ett krig startat av det nybildade Polen, mellan å ena sidan Ryska socialistiska federativa sovjetrepubliken (Sovjetryssland) och Ukrainska socialistiska sovjetrepubliken och å andra sidan Andra polska republiken och Ukrainska folkrepubliken, vilka var fyra nya stater bildade efter första världskriget. Polsk-sovjetiska kriget var ett resultat av de krigförande parternas önskan att utöka sina territorier och sitt inflytande över dem. Polen, som nyligen hade återupprättats genom Versaillesfreden efter att ha varit delat sedan 1700-talet, försökte säkra områden man förlorat vid tiden för delningarna; sovjetrepublikernas syfte var att ta kontroll över områden som tillhört det ryska imperiet innan den tyska invasionen under första världskriget. Frågan om vem som segrade är ett tvisteämne. Polackerna hävdade att de framgångsrikt försvarat sin stat, medan sovjetrepublikerna hävdade att de avvärjt en polsk invasion av Ukraina och Belarus, vilket de såg som en del av den utländska interventionen i det ryska inbördeskriget.
Gränserna mellan Polen och Sovjetryssland hade inte definierats i Versaillefördraget och efterkrigstidens händelser skapade kaos: den ryska revolutionen 1917, sönderfallet av de ryska, tyska och österrikiska imperierna, det ryska inbördeskriget, centralmakternas tillbakadragande från östfronten, och försök av Ukraina och Vitryssland att säkra sin självständighet. Polens statschef, Józef Piłsudski, kände att tiden var mogen för att expandera så långt österut som möjligt, för att sedan inrätta en polskledd federation (Międzymorze) bestående av flera stater i resten av Öst- och Centraleuropa som ett bålverk mot den tyska och ryska imperialismen som skulle kunna återuppstå. Under tiden såg Lenin Polen som den bro som Röda armén skulle behöva passera för att hjälpa Tysklands kommunistiska parti och andra europeiska revolutionära rörelser.
År 1919 hade polska styrkor tagit kontroll över stora delar av västra Ukraina, efter att ha gått segrade ur det polsk-ukrainska kriget. Västukrainska folkrepubliken under ledning av Jevhen Petrusjevytj hade misslyckats med att skapa en ukrainsk stat på områden som både polacker och ukrainare gjorde anspråk på. Samtidigt försökte Symon Petljura i den ryska delen av Ukraina försvara och stärka den Ukrainska folkrepubliken, men då bolsjevikerna började få övertaget i det ryska inbördeskriget, började de att avancera västerut mot de omtvistade ukrainska territorierna vilket resulterade i att Petljuras styrkor drog sig tillbaka till Podolien. I slutet av 1919 hade en tydlig front bildats då Petljura beslutat sig för att alliera sig med Piłsudski. Gränsdrabbningar eskalerade till öppet krig efter att Piłsudski gjorde ett större anfall längre österut i Ukraina i april 1920. Den polska offensiven möttes av till början av en framgångsrik motattack från Röda armén. Den sovjetiska operationen drev de polska styrkorna tillbaka västerut hela vägen till den polska huvudstaden, Warszawa, medan den provisoriska regeringen i Ukraina flydde till Västeuropa. 
Samtidigt gjorde de sovjetiska truppernas framryckning till de tyska gränsområdena att västmakternas drogs mer in i kriget. Vid midsommar verkade Warszawas fall vara nära förestående, men i mitten av augusti vände det igen då de polska styrkorna uppnådde en oväntad och avgörande seger i slaget vid Warszawa. I kölvattnet av den polska framryckningen österut begärde den sovjetiska sidan fred och kriget avslutades med en vapenvila i oktober 1920. Ett formellt fredsavtal, freden i Riga, undertecknades den 18 mars 1921 och därmed delades de omstridda territorierna mellan Polen och Sovjetryssland upp. Kriget avgjorde i stort den sovjetisk–polska gränsen för perioden mellan världskrigen. Mycket av de territorier som överläts till Polen i Rigafördraget blev en del av Sovjetunionen efter andra världskriget, när Polens östra gränser omdefinierades av de allierade i enlighet med den brittisk-ritade Curzonlinjen.

## Bakgrund

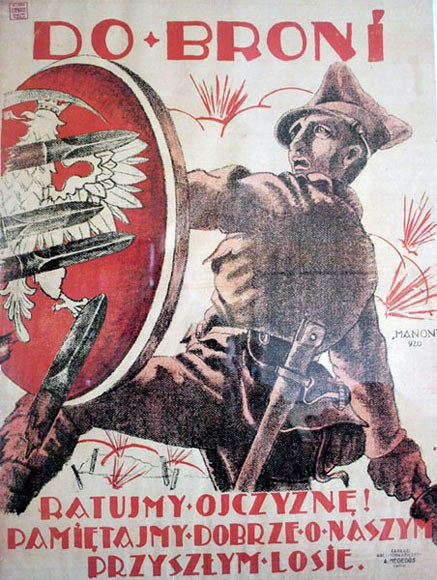
Polsk propagandaaffisch. Texten lyder: ”Till vapen! Rädda fäderneslandet! Tänk på vår gemensamma framtid!”

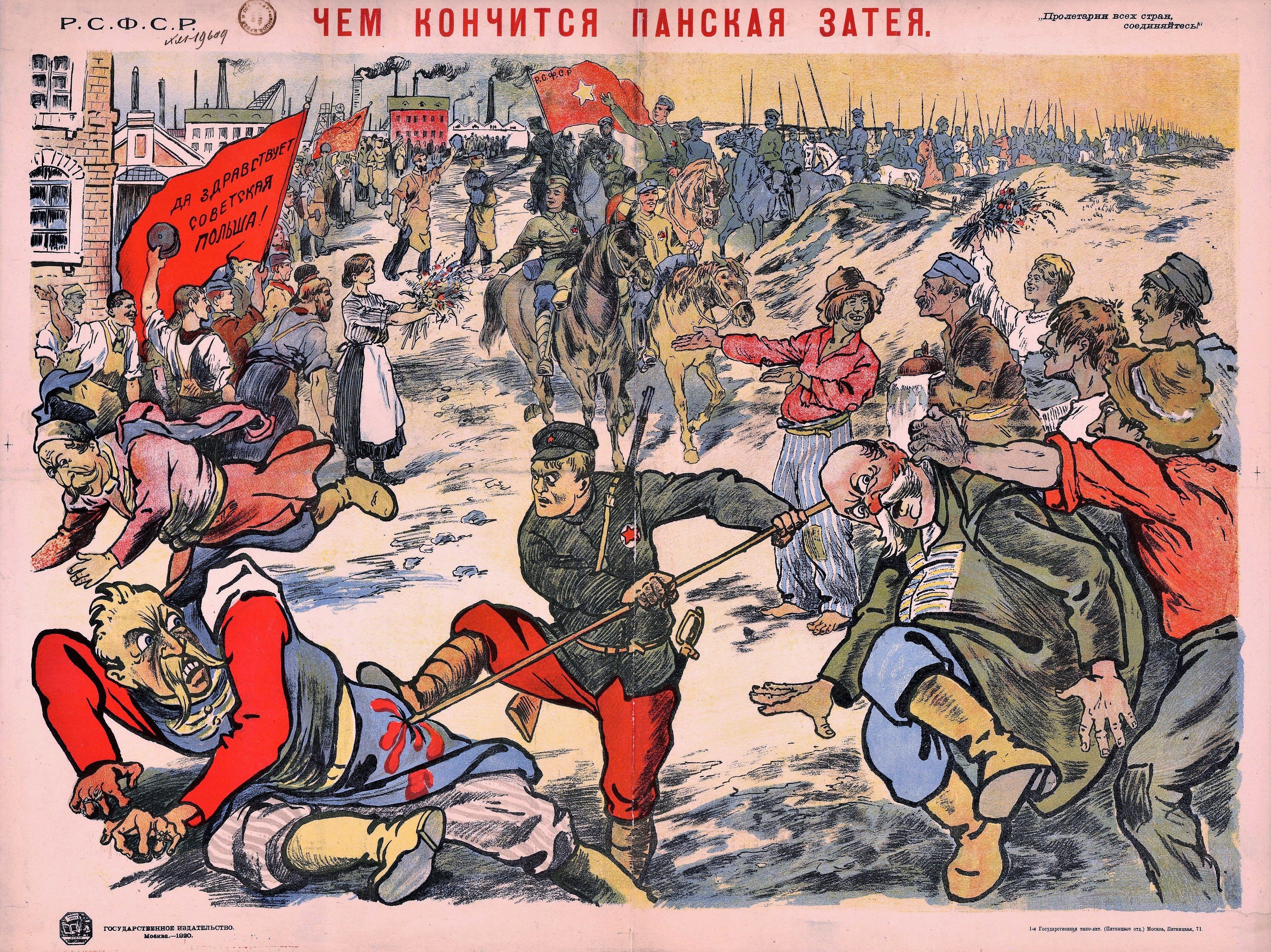
Samtida sovjetisk propagandaaffisch där ryska soldater befriar den förment förtryckta befolkningen och kastar ut markägarna.

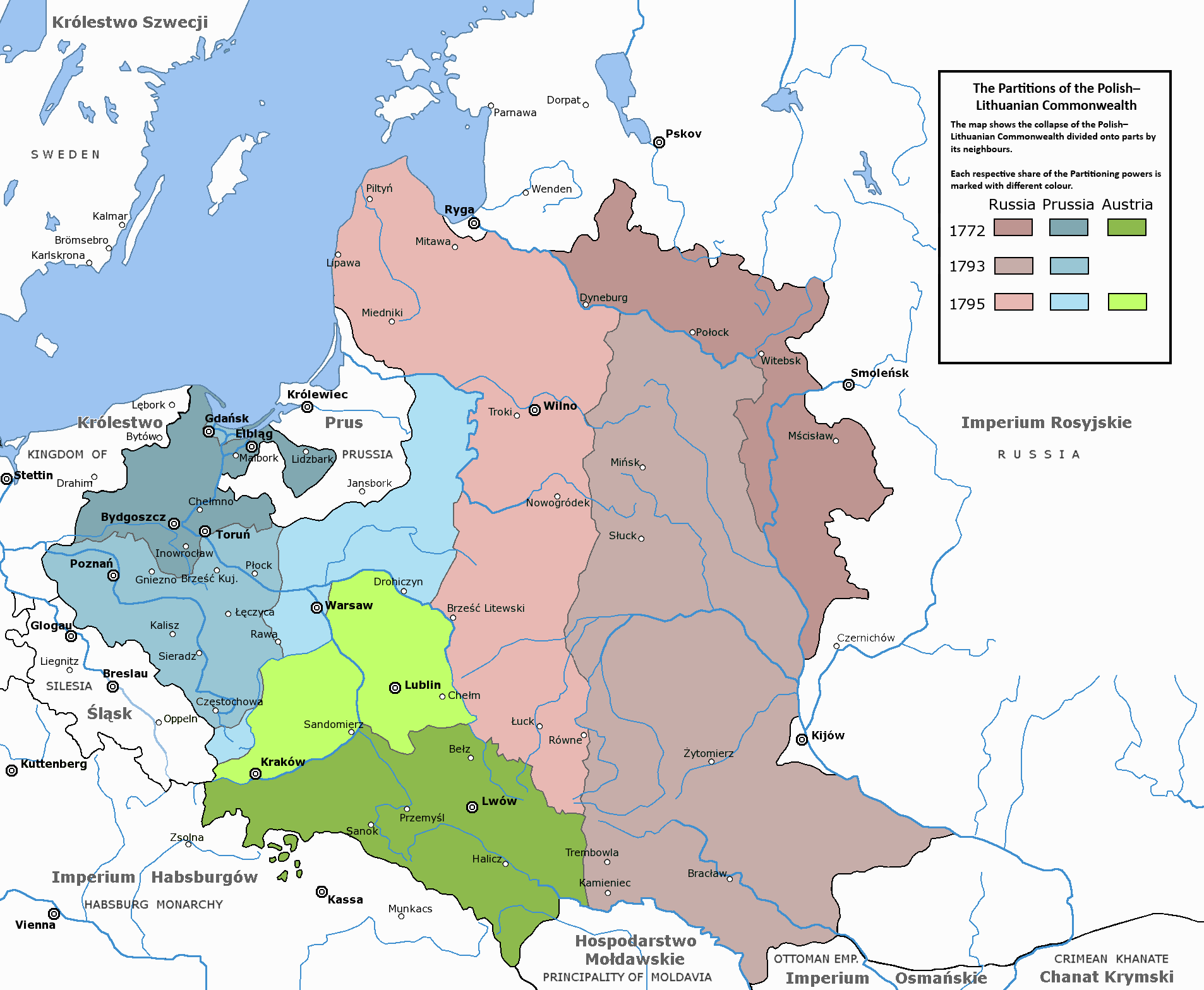
Gränser vid Polens delningar vid slutet på 1700-talet.

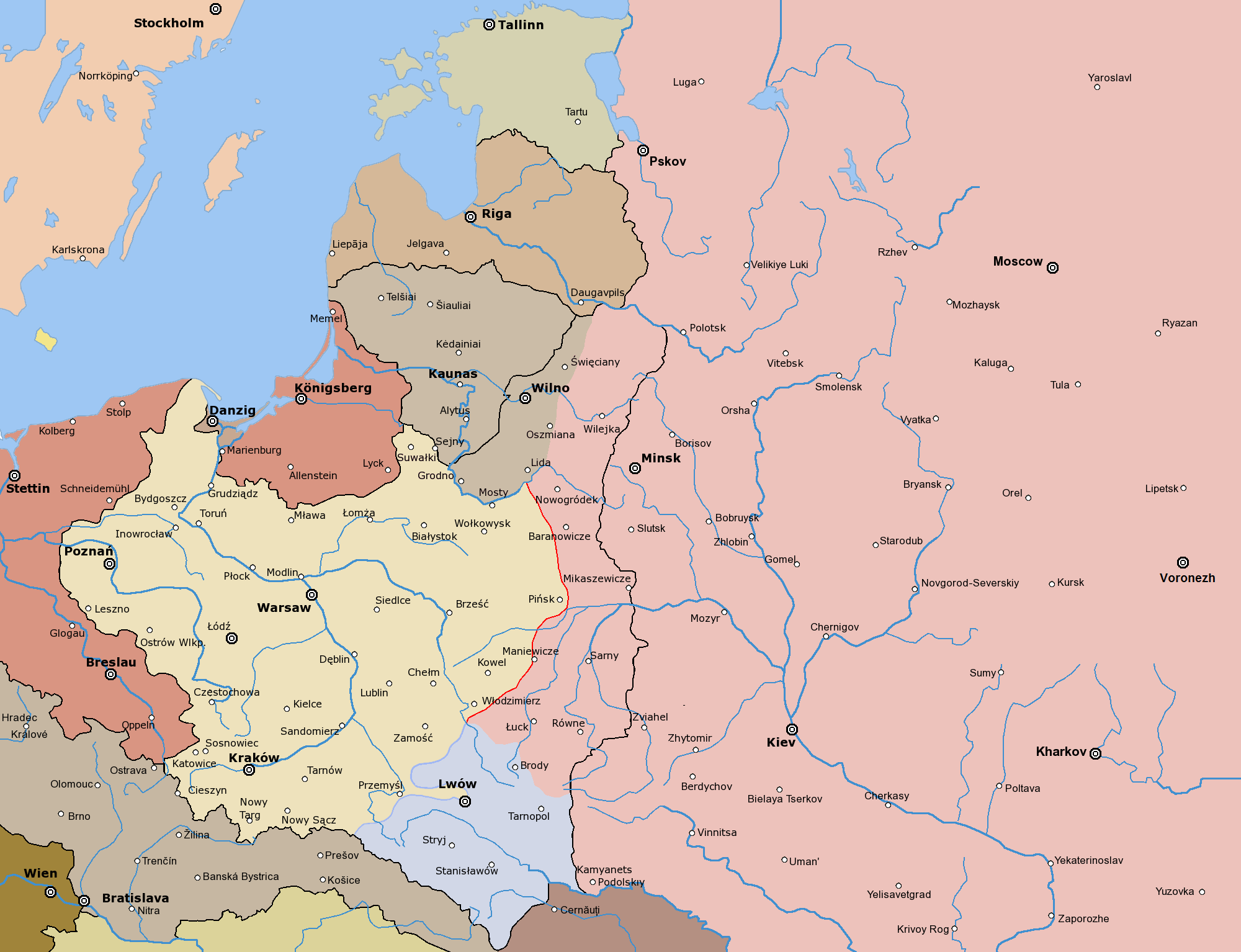
Situation i mars 1919, innan konflikten inleddes.

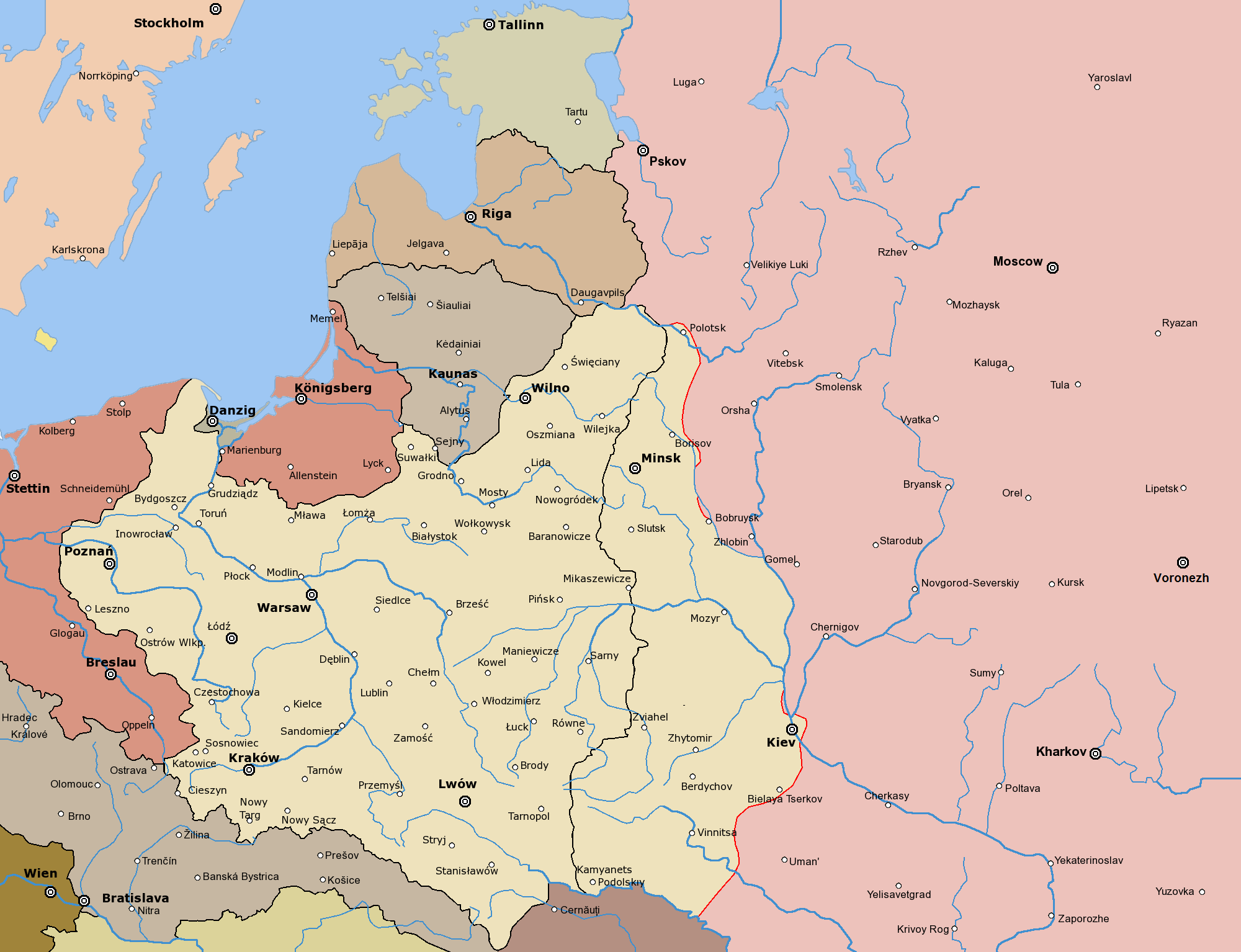
Situation i juni 1919, maximal polsk utbredning innan den ryska motoffensiven började.

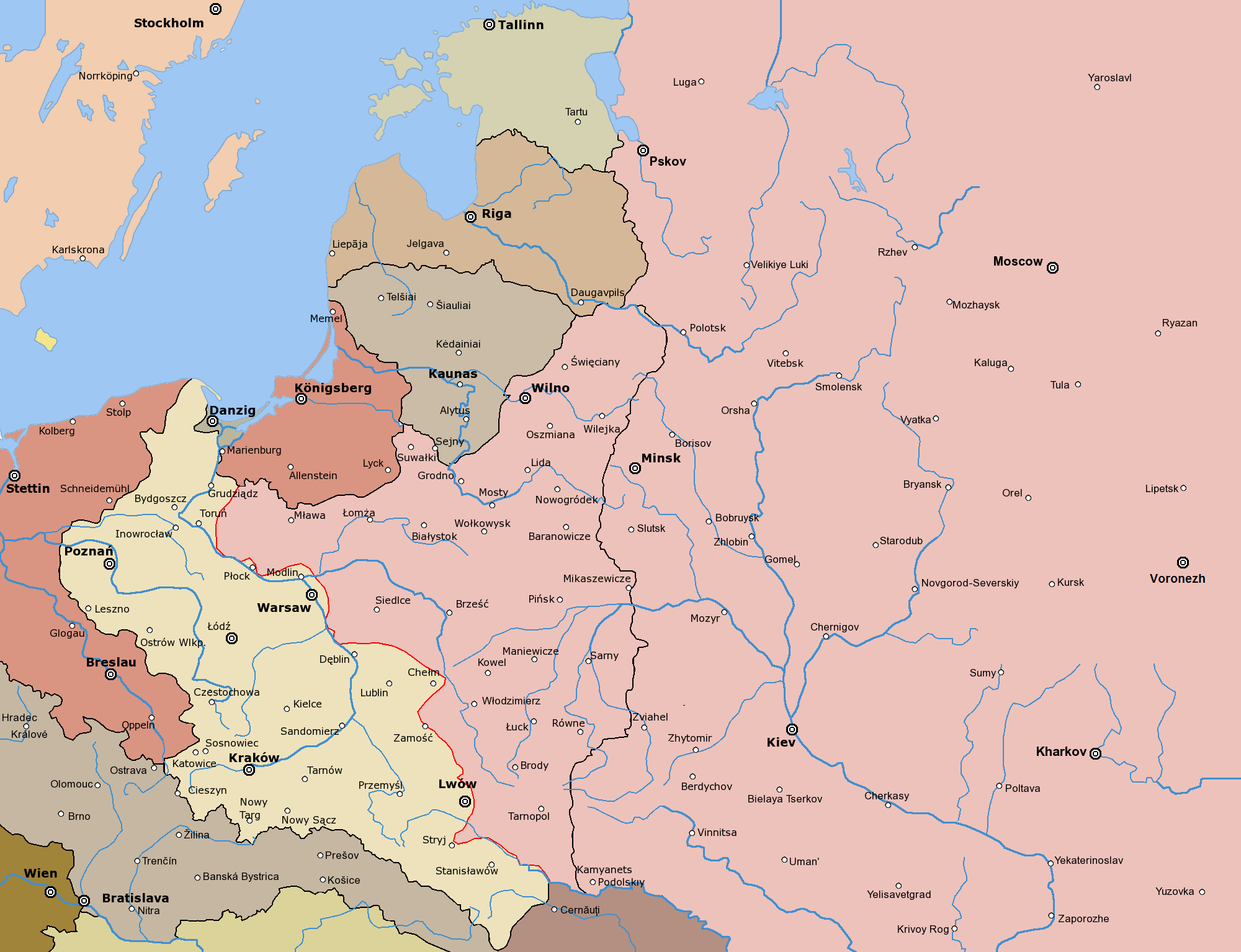
Situation i augusti 1920, då den ryska offensiven nådde till Wisła.

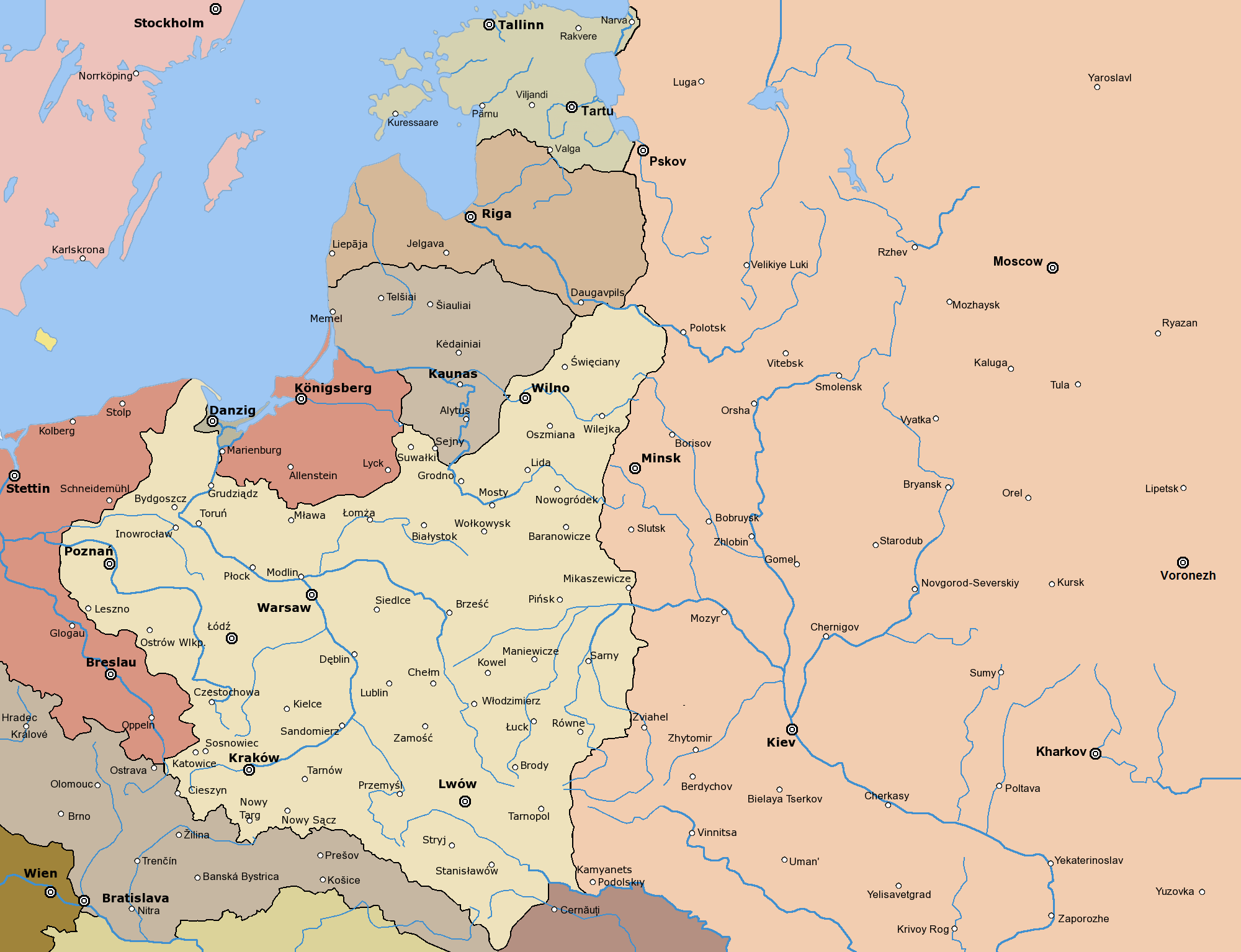
Den slutligen överenskomna gränsdragningen vid freden i Riga 1921.

### Polenfrågan under första världskriget
1795 delades Polsk-litauiska samväldet mellan Preussen, Österrike och Ryssland (se Polens delningar). 1807 skapade Napoleon en fransk lydstat, Storhertigdömet Warszawa, som av polackerna sågs som en kärna i en återupprättad polsk stat. 1815 försvann Polen helt från Europas politiska karta. Gränserna i Östeuropa som fastställdes av Wienkongressen (1815) förblev oförändrade fram till 1914. Det året inleddes det första världskriget och polackerna fann sig uppdelade mellan de stridande stormaktsblocken. Under första världskriget bildades polska nationella enheter som deltog i kriget på tysk, österrikisk-ungersk och rysk sida – på den österrikiska sidan bildades polska legioner under ledning av den antiryske Józef Piłsudski som 1914–1915 försökte bryta sig in på den ryska delen av Polen. Den 14 augusti 1914 kungjorde den ryska regeringen genom storfursten Nikolaj Nikolajevitj sin avsikt att ena alla polska områden under ett polskt kungarike, som skulle ställas under rysk överhöghet. Ryssarna skapade även legioner av polska frivilliga som ett motdrag mot Piłsudskis trupper. Snart var polackerna inblandade i att döda varandra under tre kejsarrikens fanor.
När Kungariket Polen blev ockuperat av de tyska och de österrikisk-ungerska trupperna 1915, ställdes en övervägande majoritet av den polska befolkningen under Tysklands och Österrike-Ungerns kontroll, vilka den 5 november 1916 utropade ett ”självständigt” polskt kungarike under tysk kontroll, utan att ange dess gränser eller utse en regent. Tyskland tillät det polska språket i den lokala ämbetsutövningen och utbildningen och öppnade polska universitet. Som regeringsinstrument bildades den 5 november 1916 ett provisoriskt statsråd. Piłsudski utsågs att leda kungarikets militära styrkor (som förväntades bidra med trupper till Centralmakternas arméer), men ställde motkrav på att en oberoende polsk stat skulle bildas, vilket tyskarna var ovilliga att gå med på.
Rysslands motdrag blev en deklaration den 1 januari 1917 om dess strävan att skapa ett ”fritt Polen” i union med Ryssland, bestående av alla dess delar (inklusive de delar tsaren inte hade kontroll över). Storbritannien, Frankrike och USA motsatte sig inte längre den polska frågan och bland annat erkändes Polens nationella kommitté (Komitet Narodowy Polski) som bildades i Paris i augusti 1917 som officiell polsk organisation. Frankrike skapade autonoma polska legioner på ententens sida under den polske generalen Józef Haller. Den 12 september 1917 fängslades Piłsudski för sin vägran att bilda en polsk krigsmakt (polnische Wehrmacht). Bolsjevikernas maktövertagande i Petrograd (Sankt Petersburg) i november och den efterföljande freden i Brest-Litovsk med Centralmakterna ändrade dock maktbalansen i Östeuropa.

### Rysslands sönderfall
Under tiden, i februari och mars 1917, ledde liberalernas politiska kamp i Petrograd till tsar Nikolaj II:s abdikering, bildandet av en provisorisk regering och införandet av ett system med så kallade sovjeter (folkråd). Redan den 27 mars 1917 uttalade sig Rysslands provisoriska regering för nationernas rätt till självbestämmande, vilket även Polen skulle kunna använda sig av, och den 30 mars yttrade den ryska regeringen sig om nödvändigheten att bilda en oberoende polsk stat som skulle ingå i en militärallians med Ryssland.
Idén om nationellt självbestämmande ledde till en förstärkning av centrifugaltendenser i Ryssland. Den 4 mars 1917 bildades i Kiev ett så kallat centralråd, vilket leddes av Grusjevskij, Petljura och Vinnitjenko. Centralrådet krävde en omfattande autonomi från den ryska provisoriska regeringen, samt att Ukrainas gränser skulle fastställas tydligt. Den ryska regeringen strävade mot att fördröja de slutliga besluten i dessa frågor tills man hunnit sammankalla den så kallade institutionsförsamlingen. Den ryska inställningen radikaliserade ukrainarnas krav, som började skapa en egen nationell armé under sommaren 1917.
Upptrappningen av kaoset och den politiska kampen ledde till att den ryska provisoriska regeringen störtades den 7 november 1917 i oktoberrevolutionen. Makten övertogs av bolsjevikerna och vänster-socialdemokrater, vilka bildade en ny regering, folkkommissariernas råd. Den 15 november 1917 antogs en deklaration om de ryska folkens rätt, vilket omfattade ”rätten till fritt självbestämmande inklusive bildandet av självständiga stater”, vilket troligtvis fick det ukrainska centralrådet att den 20 november 1917 utropa en ukrainsk folkrepublik inom ramarna för en allmän rysk federation.

### Fredsavtalet i Brest-Litovsk
Under en period då tyska trupper avancerade in i Ryssland och besatte Baltikum blev Sovjetryssland tvunget att den 3 mars 1918 skriva på ett fredsavtal med Tyskland och dess allierade (freden i Brest-Litovsk). Enligt det avtalet accepterade Ryssland Republiken Finlands och Ukrainska folkrepublikens självständighet och gick med på att dra tillbaka sina trupper från deras områden. Rysslands västliga gräns fixerades längs linjen Riga–Dvinsk–Druja-Drūkšiaisjön-Michalisjki–Dzevilissjki–Dokudova–Njemen–Zalvjankafloden–Pruzjany–Vidoml. I och med det avtalet avstod Sovjetryssland från sina anspråk på Polen, vilket mottogs med glädje i Warszawa.
Ententen godkände inte freden i Brest-Litovsk och den 6 mars 1918 landsteg engelska trupper i Murmansk vilket inledde en period av internationell intervention i Ryssland.
Under hösten 1918 aktiverades de sociala rörelserna i Polen: under den perioden bildades i landet omkring 120 sovjeter, här och där dök det upp rödgardistiska enheter, bönderna krävde ett genomförande av jordbruksreformer. Allt detta satte press på de polska makthavarna, vilka tvingades till politisk balansgång mellan de olika grupperna. De kommunistiska rörelserna (bland andra Kommunistiska arbetarpartiet i Polen, som bildades i december 1918) vägrade erkänna polsk suveränitet, men de spelade en mycket marginell roll. Det polska socialistpartiet (PPS), bondepartiet (PSL-Piast) under Wincenty Witos och flera vänsterpartier gav stöd till Piłsudski. Tyngdpunkten kom att ligga på den nationella frigörelsen, och genom bland annat den sociala oron och efter bildandet av en socialistisk regering i Berlin (9 november) minskade den tyska militära närvaron och påskyndade Polens befrielse. Den 11 november 1918 avväpnades de tyska trupperna i Warszawa och i december befriades Poznań.

### Vapenstilleståndet i Compiègneskogen
Den 11 november 1918 slöts vapenstilleståndet i Compiègneskogen, enligt vilket Tyskland bland annat avstod från villkoren i Brest-Litovsk-avtalet. Den 13 november annullerades Brest-Litovsk-avtalet även av Moskva. Den 16 november underrättade Piłsudski alla länder, utom Ryssland, om bildandet av ett självständigt Polen.
Versaillesfördraget den 28 juni 1919 definierade Tysklands gränser och förespråkade folkomröstningar för vissa omstridda områden, men i frågan om de östra gränserna uppnåddes ingen lösning.
Eftersom polska enheter deltog i det första världskriget både i ententens och centralmakternas arméer återvände soldaterna från alla möjliga platser i Europa, till exempel Frankrike, Turkiet, Balkan, Krim och även från så avlägsna platser som Murmansk, Sibirien och Vladivostok (10 000 överlevande från Polska sibiriska brigaden).

### Polsk-ukrainska kriget
Den 9 november 1918 utropades den Västukrainska folkrepubliken som en självständig stat med president Petrusjevitj som statschef. Landets territorium omfattade västra Galizien, Lemkow-området, ett område vid Karpaterna samt Bukovina. Den 1 november 1918 gjorde den polska befolkningen i staden Lwow uppror och intog den. Samtidigt erövrade de polska trupperna under general Wacław Iwaszkiewicz-Rudoszański östra Holm-området och Podljasje, vilka hade tillfallit den Ukrainska folkrepubliken (östra Ukraina) enligt Brest-Litovsk-avtalet. Den 9 november drev polackerna ut de ukrainska enheterna ur Przemyśl, vilket blev starten på det polsk-ukrainska kriget.
Den 3 januari 1919 förenades Västukrainska och Ukrainska folkrepubliken. I januari 1919 kontrollerade de ukrainska enheterna hela östra Galizien utom Lwow och järnvägen Lwow–Przemyśl.

### Sovjetiska inviter om diplomatiska förbindelser
Under en notutväxling 26–28 november mellan Ryssland och Polen (angående ödet för den i Moskva fängslade Aleksander Lednicki, som lett en diplomatisk mission som det polska regentrådet, tillsatt av Tyskland att temporärt styra det nya polska kungariket tills en regent tillträtt tronen, hade skickat till Ryssland) meddelade den sovjetryska regeringen att man var beredd att etablera diplomatiska förbindelser med Polen. Den 4 december meddelade Polen att man inte hade för avsikt att diskutera frågan innan det frågan om det tidigare polska sändebudet avgjorts. Under tre tillfällen i december 1918, då man utväxlade noter, föreslog den Leninledda regeringen att man skulle etablera diplomatiska förbindelser, men Polen avböjde dessa inviter under olika förevändningar, bland annat eftersom den polska arbetarklassen utsattes för stor propaganda, samt att polackerna såg en tydlig risk för sovjetisk expansion och att polackerna i Röda armén skulle komma att användas mot polacker.
Den 20 december anlände en sovjetisk delegation under den polske kommunisten Bronisław Wesołowski på uppdrag av Röda korset för att diskutera hemtagning av ryska krigsfångar från första världskriget. Delegationen arresterades först för att ha påståtts sprida subversiv propaganda och innan utvisningen ur landet avrättades fyra av dem. Händelsen ledde till ny notväxling länderna emellan. Ytterligare två delegationer – en sovjetisk under forne polske PPS-medlemmen Wincenty Jastrzębski och en polsk under Aleksander Więckowski – kom iväg när kriget redan hade brutit ut. Więckowski hade med sig en plan för en folkomröstning inom området det polsk-ryska kriget kom att handla om men detta avvisades av den ryske utrikesministern Georgij Tjitjerin. Således erkände Sovjetryssland Polen som land och var beredda att normalisera relationerna, men regeringen i Warszawa var inriktad på att återupprätta ett Polen med gränser som det hade haft 1772 och var misstänksamma mot de sovjetiska inviterna.

### Gränslandet mellan Polen och Ryssland
Området som kriget gällde – västra Ukraina och västra Vitryssland – var under slutet av första världskriget ockuperat av centralmakterna. Efter oktoberrevolutionen 1917 i Ryssland och freden i Brest-Litovsk började Tyskland att dra tillbaka sina styrkor från Östeuropa och lämnade ett ingenmansland som möjliggjorde att förutvarande ryska besittningar – Finland, Estland, Lettland, Litauen och Polen – kunde utropa sig som oberoende stater. Ukraina styrdes under en period av en tysksponsrad regering under ledning av Skoropadskij, men ersattes senare av en inhemsk regering som hade som mål att skapa ett oberoende Ukraina. ”De vita” och mensjevikerna kontrollerade också en stor del av de angränsande områdena i det forna ryska kejsarriket. Den polska planen var att återställa den östra gränsen från 1772, det vill säga från tiden före Polens delningar.
Befolkningen i det polsk–ryska gränslandet bestod av litauer, vitryssar, ukrainare, polacker, judar och tjecker. Polackerna var inte i majoritet men var starkare socialt och kulturellt då de var den styrande befolkningsgruppen. Städerna som Wilno/Vilnius, Lwów och Minsk var bärare av polska kulturtraditioner i ett agrart område. Aristokratin och större jordägare bestod huvudsakligen av polacker och förpolskade litauer, och därifrån kom stora polska kulturpersonligheter som till exempel Adam Mickiewicz och Henryk Sienkiewicz. Den judiska befolkningen var huvudsakligen koncentrerad till städerna. Befolkningen på landsbygden var inte nationalistisk och begrepp som polack, vitryss eller ukrainare kändes till bara av en liten klick intellektuella. En bonde som tillfrågades om sin nationalitet svarade troligen ”Jag är katolik” eller liknande. När centralmakterna vid slutet av första världskriget lämnade området (kallat Ober-Ost) var det därför ett ingenmansland, öppet för polsk och sovjetisk erövring.

### Förväntad sovjetisk expansion
Polackerna försökte få stöd hos USA, Storbritannien och Frankrike (ententen) för att stå emot den förväntade bolsjevikiska expansionen västerut. Först trodde man att Tyskland skulle behålla kontrollen över området och därmed stoppa ryssarna. Efter att tyskarna drog sig tillbaka från Polen fanns det vissa planer att Polen skulle underställas den västliga interventionen mot bolsjevikerna och landet fick vissa löften om bistånd för att utrusta den polska militären. Polen skulle också utgöra skydd mot bolsjevikerna och samtidigt hjälpa till att österifrån hålla Tyskland under kontroll. Piłsudski avfärdade samarbetet med Vitgardisterna då deras nationalism upplevdes ännu mer anti-polsk än bolsjevikernas.
I september 1919 hade polackerna 540 000 soldater, varav 230 000 stod vid den östra gränsen. Utrustningen var ofta föråldrad och bristfällig, mestadels överbliven materiel från första världskriget. Till exempel ansökte Polens minister för militära ärenden hos den franska regeringen om bland annat 186 000 gevär, 620 kulsprutor och 340 miljoner patroner. Den 15 oktober försökte den polske premiärministern få Storbritannien att sända utlovad utrustning, bland annat 300 000 kompletta vinteruniformer, 200 lokomotiv och 2 000 järnvägsvagnar. Storbritanniens dåvarande krigsminister Winston Churchill avslog ansökan efter påtryckningar från utrikesminister George Curzon och premiärminister David Lloyd George och tyckte att det ankom på Frankrike att hjälpa Polen. I november 1919 utverkade dock Churchill att Polen fick 50 flygplan som gåva från britterna och de fick i februari 1920 köpa ett antal uttjänta tyska gevär. Franska regeringen gav Polen kredit på 375 miljoner franska franc. USA bidrog med 56 miljoner amerikanska dollar. 375 miljoner franc var inte mycket i militära sammanhang och beloppet var lägre än de franska militära utgifterna under en dag under första världskriget. En del av pengarna användes till inköp av vapen i Italien och Grekland, gevär och italienska Balilla-flygplan. Polen hade problem att få hem utrustningen. Tre vägar stod till buds, järnvägen från Italien över Österrike och Tjeckoslovakien, järnvägen över Tyskland och sjövägen över Gdańsk/Danzig. Järnvägstransporterna över Tjeckoslovakien blev ofta stoppad av tjeckerna, tyska järnvägen blev stängd 1920 på grund av spänt politiskt läge och sjövägen blockerades först av strejkande kommunistiska hamnarbetare och blev därefter i augusti 1920 avstängd av det Röda kavalleriet. Polska flygvapnet bestod av en mycket blandad samling flygplan från första världskriget i olika skick, men var ändå betydligt starkare än ryssarnas flygflotta.
Under våren 1920 levererade Storbritannien, Frankrike och USA 1 494 kanoner, 2 800 kulsprutor, 385 00 gevär, 42 000 revolvrar, omkring 700 flygplan, 200 pansarbilar, 800 lastbilar, 576 miljoner patroner, 10 miljoner artillerigranater, 4 500 tusen kärror, 3 miljoner uniformer, 4 miljoner par skor, kommunikationsmedel och medikamenter till Polen.
Den sovjetiska Röda armén var också bristfälligt utrustad. De två största vapenfabrikerna i Tula och Simbirsk producerade 50 000 gevär i månaden, medan den Röda armén 1920 bestod av över två miljoner soldater; ett gevär på tre soldater var inget ovanligt. När Donbass erövrades i slutet på 1919 ökade vapenproduktionen. 1920 hade ryssarna 462 flygplan, och en del utrustning från tsartiden samt en del utrustning som erövrats från vitgardisterna (som delvis finansierade av britterna med 100 miljoner pund).
Att det fanns aktiva socialister och kommunister i polska industristäder som Warszawa och Łódź, liksom polska militära enheter i både Vita armén och sovjetiska Röda armén gjorde situationen ännu mer komplex. Dessutom fanns i Ryssland flera hundra tusen polska fångar, samt i Polen ryska krigsfångar från första världskriget.

## Krigsförloppet

### Upptakten – Wilno/Vilnus
Innan det polsk-sovjetiska kriget började i februari 1919 pågick det ryska inbördeskriget där de vita arméerna det året vann stora framgångar. Detta ledde till att Lenin fick skicka stora truppstyrkor till Sibirien för att stoppa amiral Koltjaks offensiv i öst och Denikins offensiv i söder. Detta skedde under den första fasen av det polsk-sovjetiska kriget. 
Den 1 januari 1919 intog en grupp polska lokala officerare (som kallade sig Samoobrona, ’självförsvar’) staden Wilno/Vilnius för att föregripa ett planerat maktövertagande av ett kommunistiskt arbetarråd när tyskarna skulle dra sig ur. Den 3 januari närmade sig den sovjetiska västra armén Vilnius och den 6 januari var ”självförsvaret” utslaget i staden.
I januari 1919 bildade sovjeterna den Ukrainska sovjetrepubliken och i februari 1919 Litauisk-vitryska sovjetrepubliken och hade som avsikt att kontrollera områdena fram till gamla Kongresspolens gräns. Den 12 januari 1919 beordrade de sovjetiska kommandot operationen ”Målet Wisła” som troligen var en revolutionärt slogan mer än ett allvarligt menat försök att nå till floden med samma namn. Men bolsjevikerna hade 1919 inte militär kapacitet att expandera och behålla dessa nya sovjetrepubliker, och polackerna såg snart sin chans i att utnyttja kaoset i Ryssland, som befann sig mitt i ett inbördeskrig, och ockupera provinser som hade varit polska innan de tre polska delningarna i slutet av 1700-talet.

### Polsk offensiv
Den 9 februari 1919 startade den polska offensiven österut under ledning av Józef Piłsudski. Målet var att vinna så mycket terräng som möjligt inför framtida förhandlingar med bolsjevikerna. Den 14 februari intogs Wilno av polackerna som trängde långt in i Vitryssland och Ukraina. De sovjetiska styrkorna hade inget att sätta emot och retirerade. De sovjetiska enheterna som hade sin högra flank mot Litauen blev flera gånger kringrända av polackerna som gick runt flankerna på litauisk mark.
Hösten 1919 hade polackerna avancerat till floden Dnepr och ockuperade ett stort område som påminde om Polen från före 1772 som omfattade för polackerna viktiga historiska städer: Wilno (Piłsudskis hemstad), Minsk och Lwów. Minsk var strategiskt viktigt eftersom det blockerade sovjetiska tåglinjer nödvändiga för truppförsörjningen söderut. Den 6 maj 1920 tog polackerna Kiev. Under den polska framryckningen och intagandet av ukrainska och vitryska städer begicks flera grymheter mot lokalbefolkningen, särskilt mot de som misstänktes vara bolsjevikanhängare.

### Sovjetisk offensiv
Samtidigt höll det ryska inbördeskriget på att ebba ut i söder. När sovjeterna drivit vitgardisterna på flykten kunde de överföra stora styrkor till den polska fronten på våren 1920. De ryska kommunisterna sonderade även möjligheter att hålla revolutionen levande. De misslyckade revolutionerna i Bayern, Berlin och den besegrade Ungerska rådsrepubliken, liksom det avblåsta revolutionsförsöket i Norditalien 1919 låste in realsocialismen i Sovjetryssland. Lenins plan var starta en ny våg av väpnade revolutioner. Röda armén skulle inta Polen och Tyskland, samt även sovjetisera Ungern och om det skulle behövas även Tjeckien och Rumänien. Flera medlemmar i politbyrån ifrågasatte fruktlöst Lenins omdöme och han varnades att den polska arbetarklassen inte skulle välkomna ryssarna som befriare.
Sovjeterna, drivna av revolutionär iver, var under den andra fasen av kriget på våren 1920 redo att ge sig i väg västerut. Första steget var att utöka Ukrainska och Litauisk-vitryska socialistiska sovjetrepublikerna. Nu drevs de polska styrkorna på flykt av Michail Tuchatjevskijs styrkor i en framgångsrik offensiv genom Ukraina och polsk reträtt verkade oundviklig.

### Slaget om Warszawa
I augusti 1920 stod ryssarna vid Warszawas portar, vars öde verkade hänga på ett hårstrå. Polackerna massmobiliserade frivilliga för att stå emot. Polackerna förväntade sig understöd från ententens militärer som dock uteblev, förutom en grupp militära rådgivare under ledning av Maxime Weygand. Britternas ovilja att bistå Polen grundade sig på att David Lloyd George insett att ententens intervention mot bolsjevikerna hade misslyckats trots höga kostnader varför han tänkte prova mer fredliga lösningar som att ”utbyta varor med det ryska folket och bojkotta bolsjevikregeringen”. Därför mötte polska planer på konfrontation med Sovjetryssland kalla handen och den brittiska regeringen avrådde bestämt från krig. Som följd av detta föreslog britterna 1920 Curzonlinjen som Polens östra gräns, vilket inte accepterades av polackerna.
På Krimhalvön inneslöts general Wrangels armé av Röda armén, men segern där var ännu inte riktigt uppnådd, varför Lenin inte kunde sända arméerna därifrån till den polska fronten. Striden utanför Warszawa verkade dock vara avgjord även utan dessa förstärkningar. I detta läge delade ryssarna oklokt sina styrkor och skickade 1:a kavalleriarmén under Semjon Budjonnyjs ledning för att inta Lwów som låg alldeles för långt söder om det som skulle bli huvudskådeplatsen för slutuppgörelsen. För sent insåg Tuchatjevskij att hans styrkor utanför Warszawa var på väg att bli utsatta för en sista desperat flankstöt från den polska armén. Han beordrade 1:a kavalleriarmén att förflytta sig norrut för att slå till i den högra flanken på den polska motoffensiven utanför Warszawa. Kavalleristerna hade dock blivit för hårt engagerade vid Lwów, som de var på väg att inta, och ordern om förflyttning kom några dagar för sent.
Inför slutstöten mot Warszawa räknade sovjeterna med att de skulle möta en demoraliserad polsk armé utan stridsvilja. Under tiden hade polackerna samlat alla de kunde – till och med skolbarn beväpnades och sattes in i stadens försvar. Polackerna lyckades också avlyssna och dekryptera sovjeternas kommunikationer, samt även störa dessa genom att sända avsnitt ur Första Moseboken som krypterad morsekod; fastän sovjeterna visste om detta brydde de sig inte.
Den 10 augusti 1920 gick sovjeterna till anfall. Polackerna var förberedda tack vare informationen och sovjeternas brist på diskretion. Detta ledde till att polackerna vann en förkrossande seger (krigets tredje fas). Polackernas desperata stöt norrut i slutet av augusti 1920 blev mycket effektiv och drev de sovjetiska divisionerna på flykt. Inför hotet att bli helt inringade gick Tuchatjevskijs soldater över gränsen till Ostpreussen där de internerades fram till krigsslutet. Denna seger, den 18 augusti, brukar kallas av polacker för ”undret vid Wisła”.
Undret vid Wisła och Polens slutliga seger kunde ske dels genom Polens möjlighet att koncentrera motiverade trupper för ett motanfall på en motståndare med långa underhållslinjer och dels mycket tack vare Rysslands utsatta läge, västländernas och de ukrainska separatisternas (bland annat under Petljuras ledning) hjälp till Polen, samt sovjetiska militära missbedömningar under offensivens slutskede.

### Polens andra offensiv
Efter slaget vände krigslyckan återigen och polackerna vann flera slag, bland annat slaget vid Komarów vilket var det största kavallerislaget efter Napoleonkrigen. I oktober 1920 närmade sig fronten Minsk och månaden därefter var även västra Ukraina intaget. På den polska sidan deltog ett antal ukrainska nationalistiska enheter, den mest kända under ledning av Symon Petljura. Under hösten 1920 internerades i Polen 35 000 stridande som stod under ledning av Stanisław Bułak-Bałachowicz, Boris Peremykin, Boris Savinkov och Symon Petljura.
Under våren 1921 hjälpte den polska generalstaben Jurij Tyutyunnik att förbereda en plan med målet att erövra staden Kamenets-Podolsk med en därpå följande offensiv norrut i östra Ukraina, men den sovjetiska säkerhetstjänsten (Tjekan) lyckades att infiltrera Petljuras grupper och operationen sköts upp. Sovjetryssland och Sovjet-Ukraina protesterade (11 respektive 16 april 1921) mot Polens fortsatta härbärgerande av dessa antisovjetiska organisationer inom sitt territorium. Under hösten 1921 krävde Sovjetunionen att de ukrainska ledarna Stanisław Bułak-Bałachowicz, Alexander Myagkov, Jurij Tyutyunnik, Michailo Omeljanovitj-Pavlenko, A. Zelinski, Boris Savinkov, Michail Jaroslavtsev, Dmitrij Odinets, Alexander Dikhoff-Derenthal och Andrej Rudin skulle utvisas från Polen, vilket skedde den 30 oktober 1921.
Natten till den 29 oktober marscherade en tvåtusen man stark Petljura-trogen trupp under ledning av Palij över floden Zbrutj nära staden Gusiatin och gick in på ukrainskt territorium. Samma dag överlämnade Moskva till polackerna sina krav på att dessa skulle upphöra med att ge hjälp till dessa stridande. Fram till den 19–20 november lyckades Röda armén tränga tillbaka de Petljura-trogna till polskt territorium där dessa internerades på nytt.

### Freden i Riga
Freden i Riga den 18 mars 1921 satte punkt för kriget och fastställde de polska gränserna. Gränserna erkändes av Frankrike och Storbritannien först vid ambassadörskonferensen 1922 i Paris. Ryssland (som nu ingick i den nybildade Sovjetunionen) bytte strategi efter Lenins död och Stalins övertagande av makten och övergav tanken på en kontinuerlig världsvid revolution och fokuserade sig på ”kommunism i ett land". Frågan om den polsk-sovjetiska gränsen blev aktuell igen först den 17 september 1939 när Sovjetunionen övertog västra Ukraina och västra Vitryssland.

## Framtidens krig

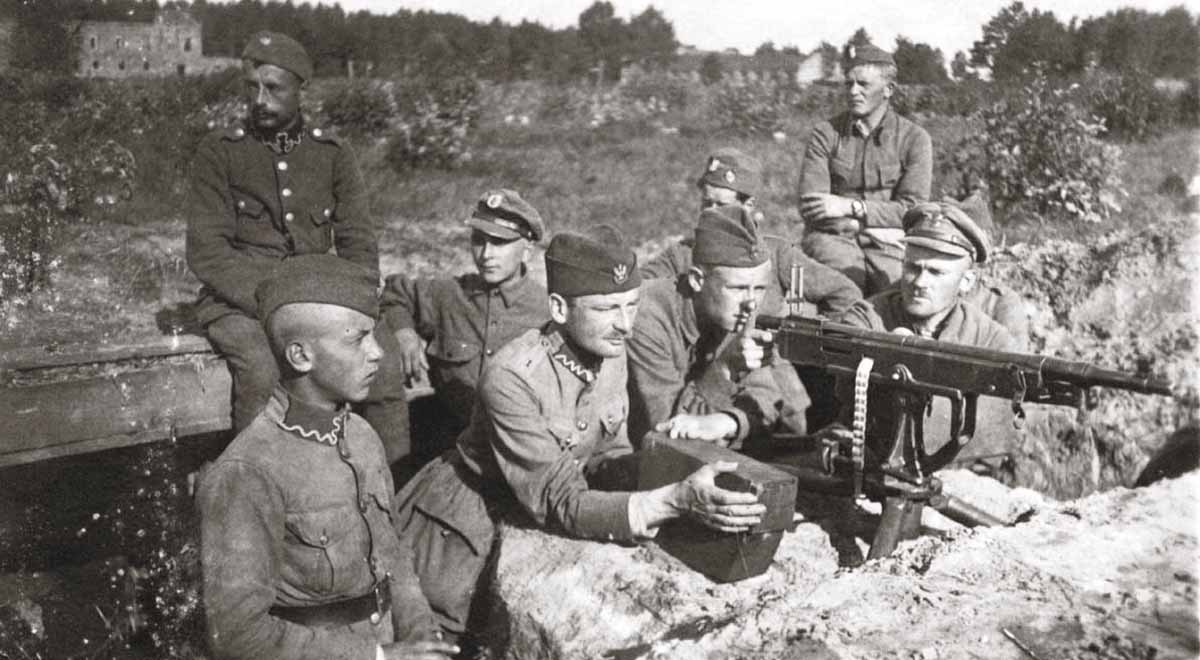
Polska försvarare vid Miłosna inte långt från Warszawa.

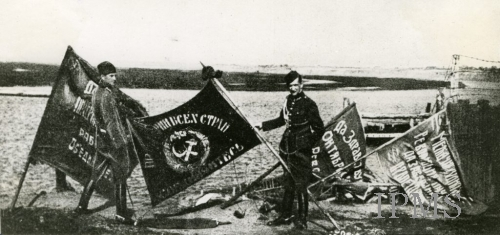
Polska soldater visar upp tillfångatagna sovjetiska regementsflaggor efter slaget om Warszawa.

Kavalleri var det viktigaste vapenslaget under detta krig. Genom sin rörlighet och pålitlighet i förhållande till den tidens mekaniserade enheter kom detta att få vissa konservativa militära ledare att tro att kavalleriet fortfarande hade framtiden för sig. Experimenten med helt motoriserade infanterienheter av generalerna Władysław Sikorski, Michail Tuchatjevskij och kapten Charles de Gaulle, som deltog som instruktör på den polska sidan, blev dock prototypen för framtidens blixtkrig. Sikorski publicerade år 1935 en bok, Przyszła wojna (’framtidens krig’, fransk översättning: La Guerre moderne) om det nya tankesättet. Heinz Guderian som var lärjunge hos Tuchatjevskij som utvecklade liknande tankar som Sikorski kom att tillämpa dessa idéer i invasionen av Polen 1939. De motordrivna krigsfordonen hade säkerligen visst inflytande på krigets förlopp, men var 1919–1921 samtidigt fortfarande mycket omogna och inte driftsäkra nog, något som hade förändrats två decennier senare. 
Flyget, som polackerna använde först i Kievkampanjen, gav effektiv spaning och användes även för bombfällning och attack mot markmål. Polacker hade flera erfarna piloter såsom major Rajski, som var ledare för de tyska flygstyrkorna i Turkiet under första världskriget, samt även frivilliga från väst.

## Krigsfångar
År 2004 utredde en polsk-rysk vetenskaplig kommission situationen för de sovjetiska krigsfångarna från kriget och publicerade en gemensam rapport. Utredningen leddes av Waldemar Rezmer och Zbigniew Karpus från Kopernikusuniversitetet i Toruń och Gennadij Matvejev från Moskvas universitet.
Enligt utredningen kom mellan 80 000 och 85 000 sovjetiska krigsfångar att vid krigets slut befinna sig i polska fångläger. Förhållanden var mycket hårda, delvis på grund av att Polen inte hade kapacitet att bygga upp läger av förväntad standard, anledningen till detta var att Polen efter slaget vid Warszawa fick ta hand om 60 000 sovjetiska krigsfångar. Dessa fångar utplacerades i redan existerade fångläger och man fick också bygga nya. Lägren kom att byggas upp av fångarna själva. Dödligheten bland fångarna var hög på grund av svält och dålig hygien och sanitära förhållanden. Mellan 16 000 (polska beräkningar) och 20 000 (ryska beräkningar) fångar avled till följd av missförhållanden, dålig behandling och epidemier, som spanska sjukan. Det var liknande moratlitet (17–19 procent) som i de tyska och franska fånglägren under första världskriget, där olika epidemiska sjukdomar härjade i de överbefolkade lägren.
På den ryska sidan fortsätter man dock att uppge att antalet döda fångar är betydligt högre. 1998 påkallade Ryska federationens högsta åklagarämbete sin polska motsvarighets uppmärksamhet på de över 80 000 fångar som inte återvände till Ryssland efter sin vistelse i de polska lägren på 1920-talet. Denna siffra stöds även av A. Kolpakov som i en artikel anger att 89 851 ryska soldater inte återvände.
Polska historiker har förnekat förekomsten av massavrättningar av ryska fångar i fånglägren och detta var även en slutsats som den polsk-ryska kommissionen från 2004 kom fram till. Från rysk sida har dock ett antal händelser dokumenterats. Om användningen av fångar som levande måltavlor meddelas till exempel i N. Kovalenkos brev till redaktionen för tidningen Vojenno-istoritjeskij zjurnal (1993, № 10), samt om Władysław Sikorskis order om att avrätta 199 ryska fångar med kulsprutor. 
Vad som hände med polska krigsfångar på den sovjetiska sidan är mindre känt, även om man vet att ett antal fångar har blivit avrättade bland annat då det saknades faciliteter. En del fångar skickades till Gulag. Enligt ryska uppgifter hade den sovjetiska ledningen beordrat att polackerna skulle behandlas bra, ty man såg dem som ”klass-bröder” och menade att kriget inte fördes mot den polska arbetarklassen utan mot godsägarna.
Efter kriget skedde fångutväxling och 65 797 sovjetiska soldater påstås ha återvänt före slutet av oktober 1921 till hemlandet enligt polska historiker, eller 75 699 förre slutet av november 1921 enligt sovjetiska uppgifter. Ett litet fåtal av det totala antalet (932 personer enligt polska uppgifter) stannade kvar i Polen sedan de undertecknat ett uttalande om att de vägrade att återvända till Sovjetunionen. Ett liknande antal fångar återvände till Litauen, Ungern, Österrike och Tyskland.
De sovjetiska krigsfångarnas antal, antal döda, och dödsorsak tolkades olika av den sovjetiska/ryska och polska sidan vilket ledde till en bestående kontrovers allt sedan krigets slut.
Förlusterna i kriget är fram till våra dagar ännu inte klarlagda. Enligt polska uppgifter förlorade Polen 184 246 personer, dock förtydligas inte vilka förluster det rör sig om. Röda arméns förluster är inte kända. Man vet bara att 80 000 till 85 000 (enligt varierande källor mellan 80 000 och ända upp till 165 000) sovjetiska soldater hamnade i polsk fångenskap där de fick utstå hård behandling åren 1919 till 1924 (bland annat i det ökända lägret Tuchola). Fram till 21 november 1920 hade 75 699 personer återvänt till Ryssland, medan 932 vägrade att återvända. Från Tyskland återkom 40 986 soldater. Antalet polska fångar i Ryssland var omkring 60 000 (detta antal inkluderar civila fångar, gisslan och internerade personer).. Efter krigets slut återvände till Polen 27 598 krigsfångar, medan omkring 2 000 stannade kvar i Sovjetryssland.

## Polen efter kriget
Polen fick efter kriget områden som låg öster om Curzonlinjen och som hade en huvudsakligen icke-polsk befolkning utom i städerna Lwów, Grodno, Pinsk (där 80 procent av befolkningen var judar) och Wilno. Enligt en polsk folkräkning 1931 befolkades områden i västra Vitryssland av en befolkning på 3 987 000 personer, av vilka ca tre miljoner var vitryssar, samt västra Ukraina med en totalbefolkning på runt 10 miljoner, av vilka cirka hälften var ukrainare. Polen, i sin helhet, kom att ha en andel polacker på 68,9 procent enligt folkräkningen 1931. Då nationalitetsmedvetandet hos den ukrainska och vitryska befolkningen ej hade hunnit etableras, förutom hos en liten intellektuell grupp, kom alla som var katoliker att räknas som polacker. I Polen räknades alltså alla som var av katolsk konfession som polacker, varför den verkliga andelen polacker (polskspråkiga) i de östra regionerna kunde vara så låg som tio procent (se även Polens demografi (1931)) På sikt låg allt detta till grund för förnyad konflikt mellan länderna. 
Se Polens historia, Molotov-Ribbentroppakten och Polsk-sovjetiska kriget 1939.

## Fotnoter
1. ↑  Ryska och polska historiker har en tendens att tilldela seger till sina respektive länder. Andra bedömningar varierar, mest mellan att kalla resultatet en polsk seger och föga övertygande. I sin hemliga rapport till bolsjevikpartiets 9:e konferensen 20 september 1920 kallar Lenin resultatet av kriget ”med ett ord, ett gigantisk, oerhört nederlag”.(Se Lenin 1996, s. 106.)